# Newport (Indiana)
Newport ist eine Town in der Vermillion Township des Vermillion County im Bundesstaat Indiana in den Vereinigten Staaten. Bei der Volkszählung 2010 hatte die Stadt 515 Einwohner. Newport ist der Verwaltungssitz von Vermillion County.

## Geschichte
Bereits vor der Gründung von Newport war seit 1820 an gleicher Stelle ein Postamt in Betrieb. Offiziell wurde Newport 1828 mit dem Erstellen eines Katasterplans gegründet.
Das von 1923 bis 1925 erbaute Vermillion County Courthouse (Gerichtsgebäude), die Vermillion County Jail and Sheriff's Residence, bestehend aus dem 1868 erbauten Amtssitzgebäude des Sheriffs und dem 1899 angebauten Gefängnisgebäude, und die nahe der Stadt liegende historische überdachte Newport Covered Bridge (erbaut 1885) sind im National Register of Historic Places aufgeführt.

## Geographie

Karte von Newport

Newport liegt am Zusammenfluss des Wabash River und dessen Nebenfluss Little Vermilion River sowie an der Indiana State Road 63, etwa in der Mitte zwischen der Nord- und Südgrenze des Countys.

## Demographie
Nach der Volkszählung von 2010 hatte Newport 515 Einwohner, die in 211 Haushalten und 149 Familien lebten. Die Bevölkerungsdichte betrug 228 Einwohner je km². Bei insgesamt 231 Wohngebäuden ergeben sich 102 Wohngebäude je km². Die Bevölkerung der Stadt bestand aus 99,8 % Weißen und 0,2 % aus anderen ethnischen Bevölkerungsgruppen.
Von den 211 Haushalten hatten 29,9 % Kinder unter 18 Jahren, 53,1 % waren verheiratete Paare. 12,8 % der Haushalte hatten einen weiblichen Haushaltsvorstand ohne Ehemann, 4,7 % einen männlichen Haushaltsvorstand ohne Ehefrau und 29,4 % waren keine Familie. 26,1 % aller Haushalte bestanden aus Einzelpersonen. 13,2 % der Einwohner hatten jemanden, der allein lebte und 65 Jahre oder älter war. Die durchschnittliche Haushaltsgröße betrug 2,44 und die durchschnittliche Familiengröße 2,93 Personen.
Das Durchschnittsalter von Newport betrug 42,1 Jahre. 23,3 % der Einwohner waren jünger als 18 Jahre; 8,9 % waren zwischen 18 und 24 Jahre alt; 21,2 % waren 25 bis 44; 28,9 % waren 45 bis 64; und 17,7 % waren 65 Jahre oder älter. Die geschlechtsspezifische Zusammensetzung der Stadt betrug 49,3 % Männer und 50,7 % Frauen.

## Kunst und Kultur

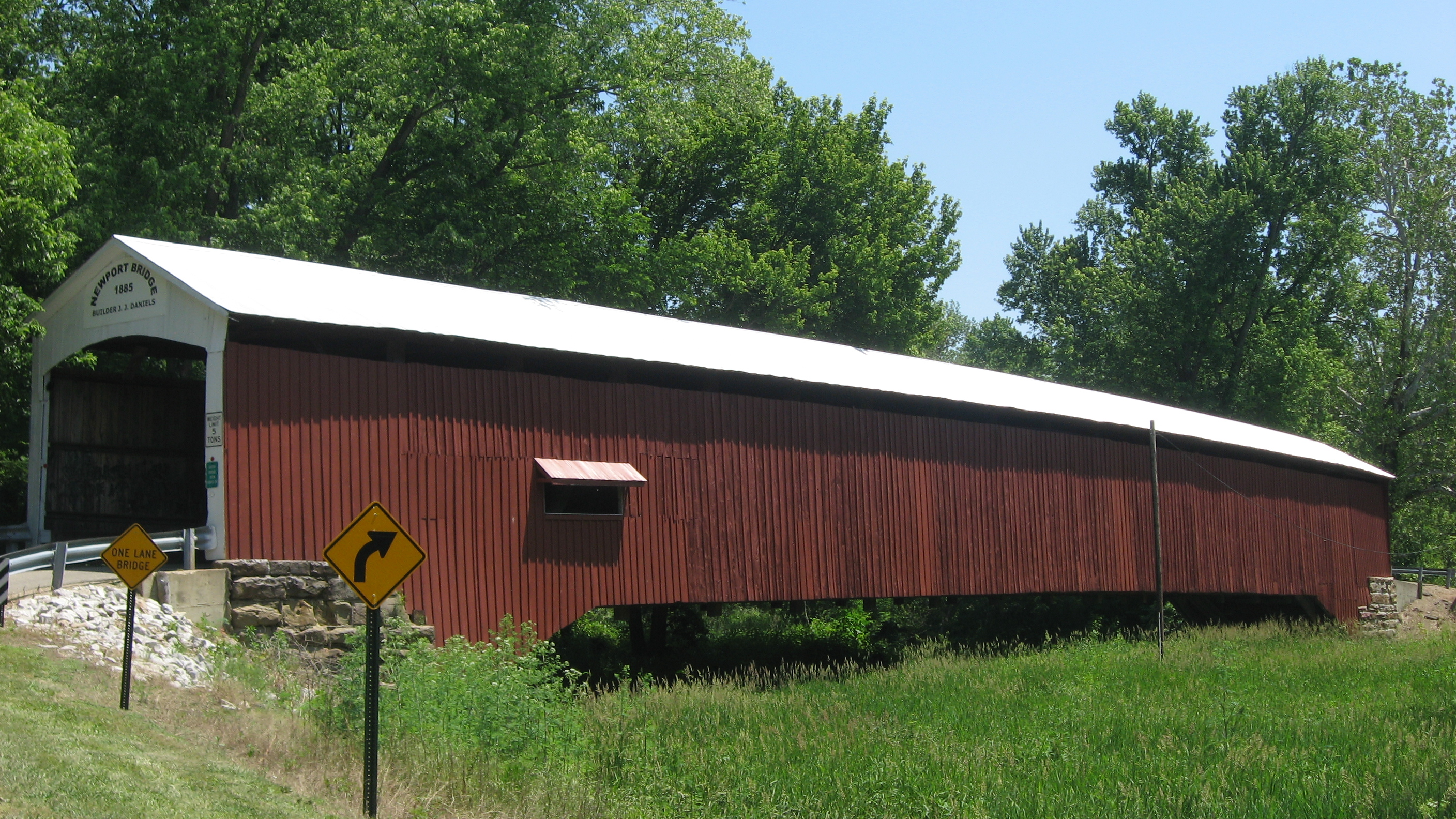
Newport Covered Bridge

Newport hat mit der Vermillion County Public Library eine öffentliche Leihbibliothek.
Alljährlich im Herbst, meist am ersten Oktoberwochenende, findet in der Stadt mit dem „Newport Antique Auto Hill Climb“ ein Rennsportereignis für historische Fahrzeuge statt. Es ist eine internationale Veranstaltung, die mehr als hunderttausend Besucher nach Newport lockt und des Weiteren eine Autoshow, eine Parade und einen Festumzug bietet. Historische Personenkraftwagen, Lastwagen und Motorräder aus verschiedenen Epochen müssen mit einem stehenden Start zeitgestoppt auf einen 42,67 Meter (140 Fuß) hohen Hügel zum 548,64 Meter (1800 Fuß) entfernten Ziel fahren. Dieses Auto-Event steht in Indiana nach dem jährlichen Indianapolis 500 Speedway-Event an zweiter Stelle.

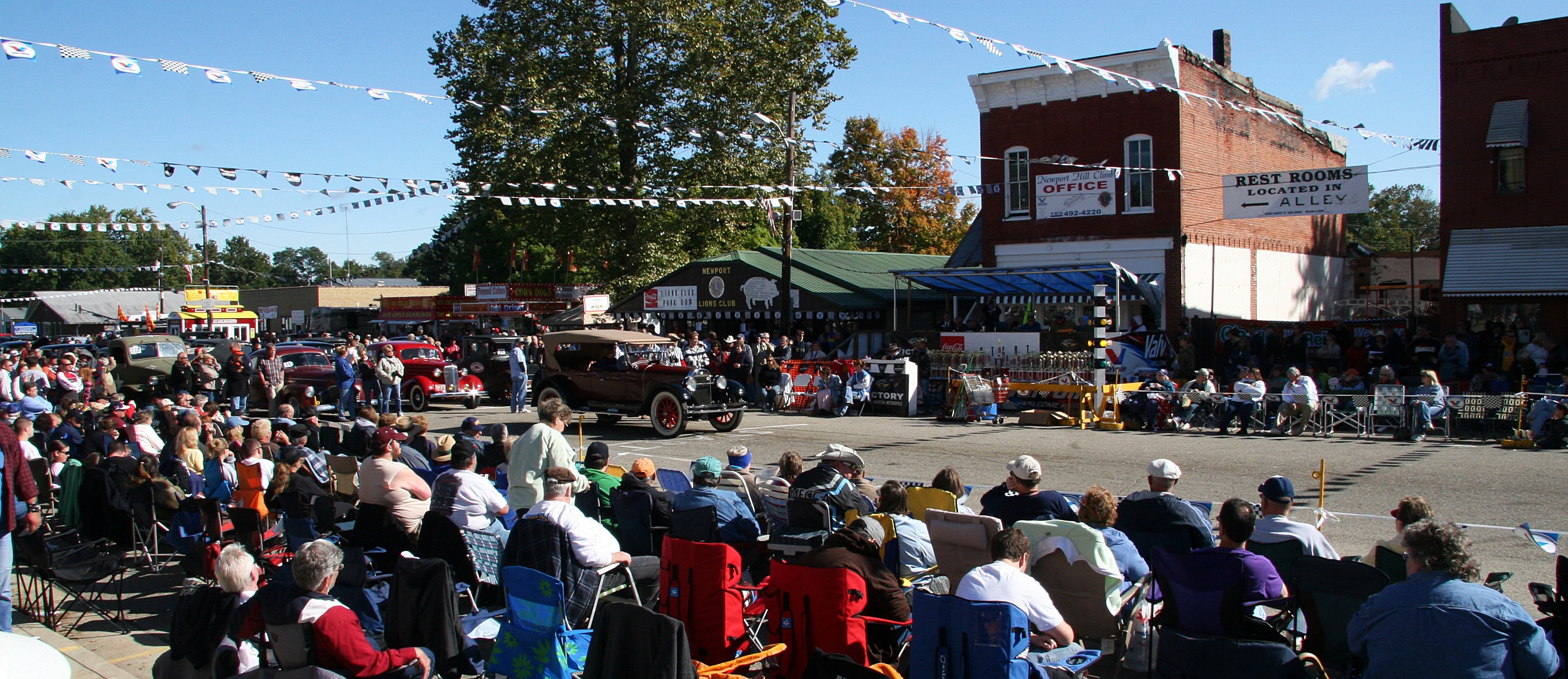
Startlinie
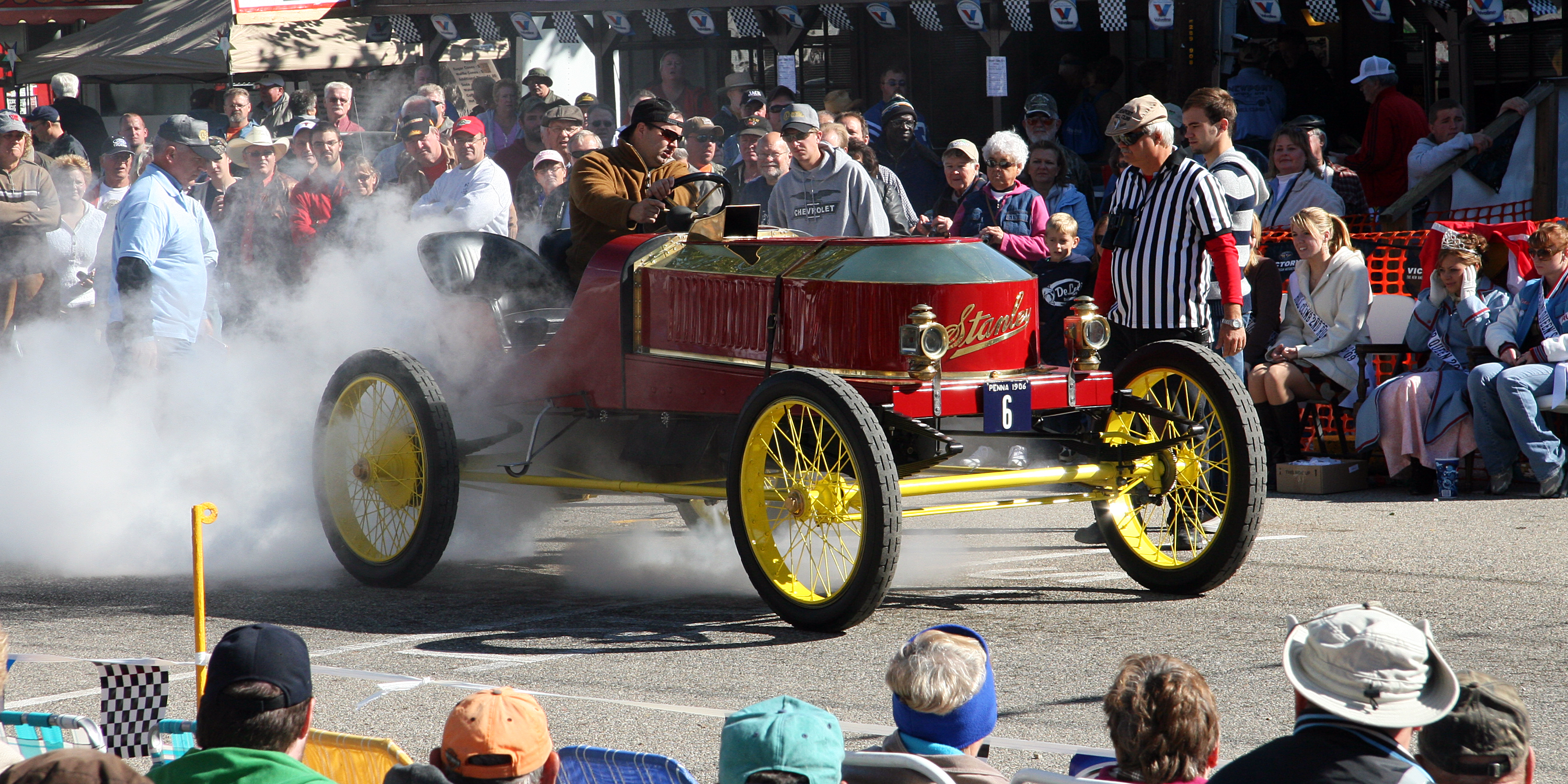
Ein Stanley Steamer am Start
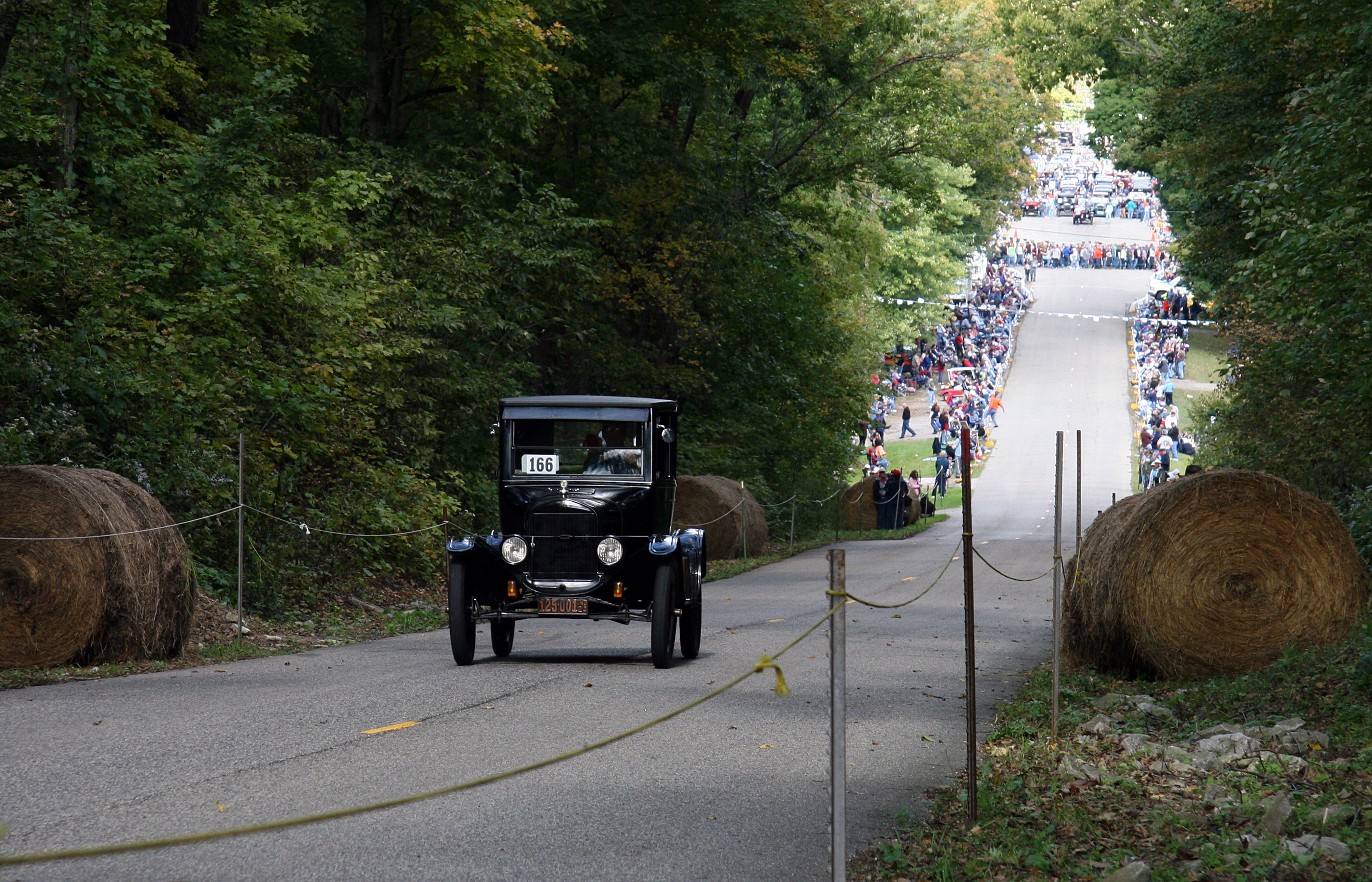
Teil der Rennstrecke
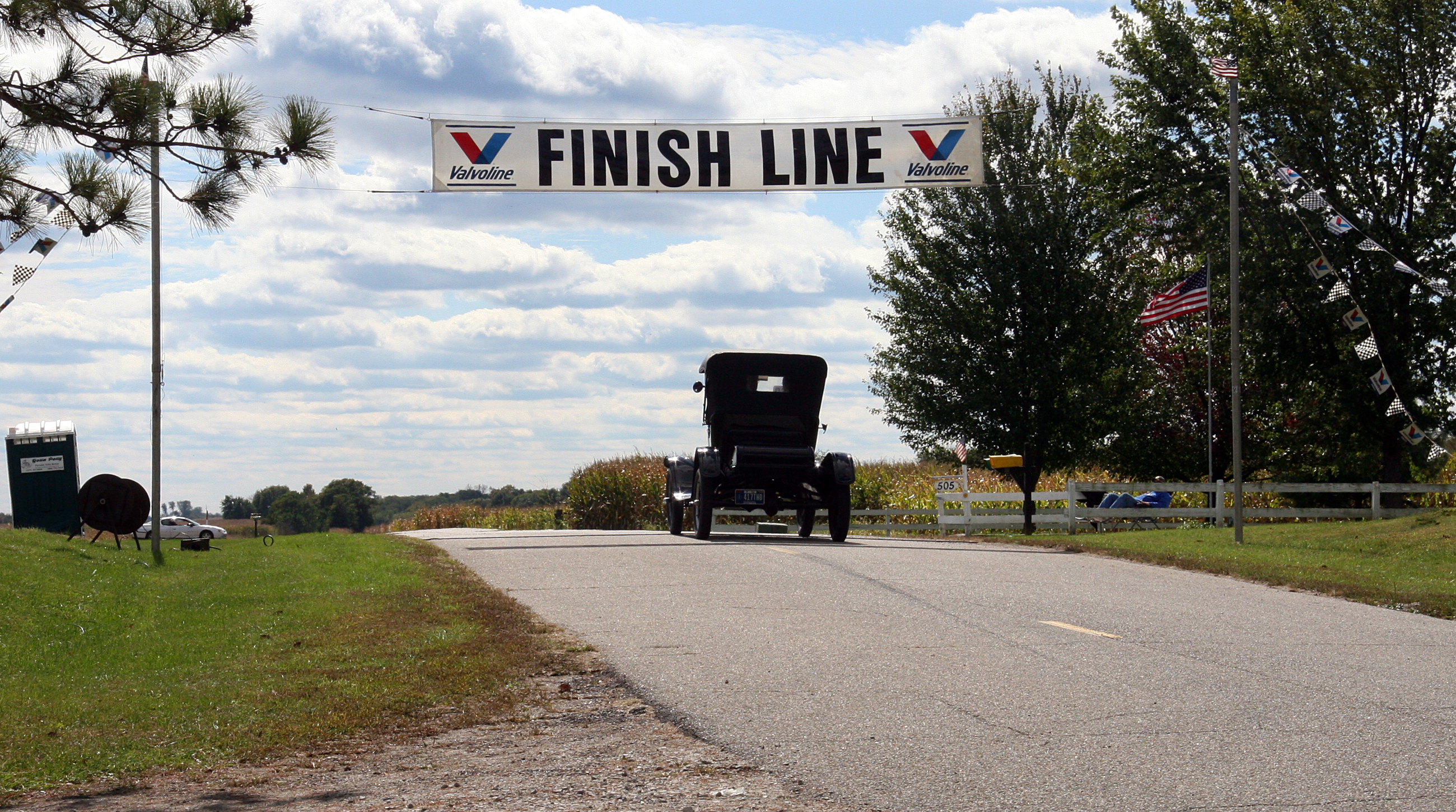
Ford Modell A im Ziel